# 觀音山交流道
觀音山交流道位於臺灣台64線的交流道，指標為6K，於2009年4月3日通車，形式為平面Y型，可通往五股區觀音山與中坑。
|  | 6 觀音山 | 觀音山 |

## 外部連結
- 台64線觀音山交流道示意圖 （页面存档备份，存于）（交通部公路總局）